# Ріддерська міська адміністрація
Рі́ддерська міська адміністрація (каз. Риддер қаласы әкімдігі, рос. Риддерская городская администрация) — адміністративна одиниця у складі Східноказахстанської області Казахстану. Адміністративний центр — місто Ріддер.
Населення — 52555 осіб (2021; 58916 у 2009, 65116 у 1999, 71134 у 1989).
Станом на 1989 рік існувала Леніногорська міська рада (місто Леніногорськ), до складу якої входили також Ульбінська селищна рада (смт Ульба, село Бутаково, селища 71 км, Дом отдиха Леніногорський, Лісхоз Леніногорський, Тішинський, Ульбастрой) та Пригородна сільська рада (села 8-е Марта, Аеродромне, Верхня Хайрузовка, Громотуха, Єрмолаєвка, Коноваловка, Крольчатник, Лівіно, Нова Королевка, Поперечне, Пригородне, Синюшонок). 2009 року були ліквідовані села 8 Марта, Аеродромне, Громатуха, Єрмолаєвка, Крольчатник, Нова Королевка, Синюшонок, Тішинський, селище Роз'їзд 71. До 2013 року існували Ульбінська селищна адміністрація та Пригородний сільський округ.

## Склад
| Населений пункт              | Старі назви               | Населення, осіб (1989) | Населення, осіб (1999) | Населення, осіб (2009) | Населення, осіб (2021) |
| ---------------------------- | ------------------------- | ---------------------- | ---------------------- | ---------------------- | ---------------------- |
| 8 Марта, село                | 8-е Марта                 | 25                     | 14                     | 17                     | -                      |
| Аеродромне, село             | -                         | 43                     | 39                     | 38                     | -                      |
| Бутаково, село               | -                         | 367                    | 335                    | 269                    | 178                    |
| Верхня Хайрузовка, село      | -                         | 164                    | 120                    | 108                    | 68                     |
| --Громатуха, село            | Громотуха                 | 15                     | 23                     | 8                      | 4                      |
| Єрмолаєвка, село             | -                         | 22                     | 28                     | 30                     | -                      |
| Коноваловка, село            | -                         | 231                    | 231                    | 251                    | 135                    |
| Леніногорський лісхоз, село  | Лісхоз Леніногорський     | 263                    | 216                    | 276                    | 198                    |
| Лівіно, село                 | -                         | 189                    | 182                    | 138                    | 78                     |
| Лісне, село                  | Дом отдиха Леніногорський | 370                    | 256                    | 254                    | 171                    |
| Нова Королевка, село         | -                         | 58                     | 24                     | 17                     | -                      |
| Поперечне, село              | -                         | 378                    | 406                    | 261                    | 208                    |
| Пригородне, село             | -                         | 1233                   | 1045                   | 1093                   | 849                    |
| --Крольчатник, село          | -                         | 25                     | 24                     | 42                     | 1                      |
| Ріддер, місто                | -                         | 68706                  | 56269                  | 50500                  | 45859                  |
| Роз'їзд 71, станційне селище | 71 км                     | 39                     | 38                     | 80                     | -                      |
| Синюшонок, село              | -                         | 45                     | 8                      | 5                      | -                      |
| Тішинський, село             | -                         | 38                     | 37                     | 35                     | -                      |
| Ульба, селище                | -                         | 6421                   | 5670                   | 5332                   | 4759                   |
| Ульбастрой, станційне селище | -                         | 156                    | 150                    | 192                    | 47                     |